# Kalina Mała
Kalina Mała – wieś w Polsce położona w województwie małopolskim, w powiecie miechowskim, w gminie Miechów.
| SIMC    | Nazwa      | Rodzaj    |
| ------- | ---------- | --------- |
| 0251386 | Dziadówki  | część wsi |
| 0251392 | Parcelacja | część wsi |
| 0251400 | Zadole     | część wsi |

Wieś Kalina położona w końcu XVI wieku w powiecie ksiąskim województwa krakowskiego była własnością klasztoru bożogrobców w Miechowie.
W latach 1975–1998 miejscowość administracyjnie należała do województwa kieleckiego.